# 416583 Jacereece
416583 Jacereece è un asteroide della fascia principale. Scoperto nel 2004, presenta un'orbita caratterizzata da un semiasse maggiore pari a 2,6970884 au e da un'eccentricità di 0,2226683, inclinata di 7,46689° rispetto all'eclittica.